# Basquetebol nos Jogos Olímpicos de Verão de 1968
O basquetebol nos Jogos Olímpicos de Verão de 1968 foi realizado na Cidade do México, no México, com 16 equipes na disputa entre 13 e 25 de outubro.
Com hegemonia total até então, a equipe dos Estados Unidos conquistou seu sétimo título em sete edições do torneio olímpico de basquete. Na final, a equipe comandada pelo técnico Henry Iba derrotou a Iugoslávia por 65–50. A União Soviética que desde os Jogos de Helsinque em 1952 sempre chegava à final, foi derrotada na semifinal para os iugoslavos. Na disputa do bronze os soviéticos venceram o Brasil por 70–53. 

## Masculino
| Ouro | Prata | Bronze |
| USA Estados Unidos Mike Barrett John Clawson Don Dee Calvin Fowler Spencer Haywood Bill Hosket James King Glynn Saulters Charlie Scott Mike Silliman Ken Spain Jo Jo White | YUG Iugoslávia Dragutin Čermak Krešimir Ćosić Vladimir Cvetković Ivo Daneu Radivoj Korać Zoran Marojević Nikola Plećaš Trajko Rajković Dragoslav Ražnatović Petar Skansi Damir Solman Aljoša Žorga | URS União Soviética Anatoli Krikun Modestas Paulauskas Zurab Sakandelidze Vadim Kapranov Yury Selichov Anatoli Polivoda Sergei Belov Priit Tomson Sergei Kovalenko Gennadi Volnov Jaak Lipso Vladimir Andreev |

## Classificação final
| Pos.   | País                |
| ------ | ------------------- |
| Ouro   | USA Estados Unidos  |
| Prata  | YUG Iugoslávia      |
| Bronze | URS União Soviética |
| 4      | BRA Brasil          |
| 5      | MEX México          |
| 6      | POL Polônia         |
| 7      | ESP Espanha         |
| 8      | ITA Itália          |
| 9      | PUR Porto Rico      |
| 10     | BUL Bulgária        |
| 11     | CUB Cuba            |
| 12     | PAN Panamá          |
| 13     | PHI Filipinas       |
| 14     | KOR Coreia do Sul   |
| 15     | SEN Senegal         |
| 16     | MAR Marrocos        |